# Bloch MB.152
Bloch MB.152 – francuski samolot myśliwski zaprojektowany i zbudowany w 1938 roku w wytwórni lotniczej Société des Avions Marcel Bloch.

## Historia

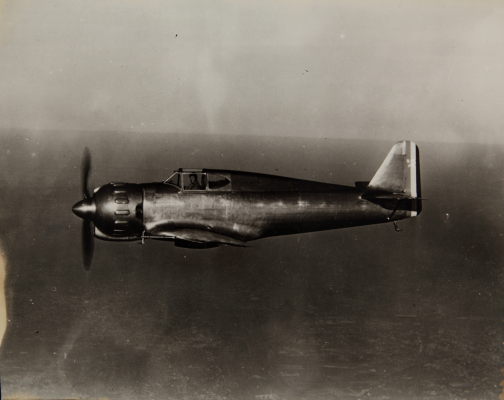
Bloch MB.151

Koncepcja budowy samoloty myśliwskiego Bloch MB.152C1 zrodziła się na początku lat trzydziestych XX wieku, gdy francuskie lotnictwo wojskowe zwróciło się do wytwórni lotniczych o zbudowanie samolotu myśliwskiego w układzie dolnopłata.
Taki typ samolotów opracował w wytwórni Société des Avions Marcel Bloch konstruktor M. Roussel – mający stanowić konkurencję dla samolotu myśliwskiego Morane-Saulnier MS.406. Projekt samolotu charakteryzował się nowoczesną konstrukcją półskorupową, całkowicie metalową, znacznie lżejszą i bardziej funkcjonalną od tradycyjnej konstrukcji kratownicowej, posiadał także podwozie chowane w locie. Prototyp samolotu oznaczono jako Bloch MB.150.01, a do jego napędu użyto silnika gwiazdowego tłokowego Gnôme-Rhône GR 14Kfs o mocy 930 KM (684 kW). Pierwszy próbny lot tego samolotu odbył się 17 lipca 1936 roku. Maszyna jednak nie spełniła pokładanych w niej nadziei. W związku z tym prototyp przerobiono, wyposażając go w większe skrzydła oraz nieco mocniejszy silniki Gnôme-Rhône GR 14N01 o mocy 940 KM (691 kW), a oblot samolotu odbył się w październiku 1937 roku. Próby tego prototypu trwały jeszcze rok, w trakcie których okazało się, że konstrukcja samolotu nie spełnia wymagań dla rozpoczęcia produkcji seryjnej. Ostatecznie zbudowano tylko 5 egzemplarzy prototypowych.
Na podstawie doświadczeń z samolotem Bloch MB.150 zbudowano nowy prototyp o zmienionej konstrukcji, który oznaczono jako Bloch MB.151.01. Pierwszy lot odbył się 18 sierpnia 1938 roku. Samolot ten po próbach w locie i po dokonaniu w nim drobnych poprawek skierowano do produkcji seryjnej, oznaczonych jako Bloch MB.151C1. Do jego napędu użyto silnika gwiazdowego Gnôme-Rhône GR N11 o mocy 920 KM (676 kW), a jego uzbrojenie składało się z 4 karabinów maszynowych kal. 7,5 mm MAC wz. 1934, umieszczonych po dwa w skrzydłach. Łącznie do 1939 roku wyprodukowano 75 samolotów Bloch MB.151C1, a ich produkcję zakończono w związku wprowadzeniem nowego samolotu Bloch MB.152.
Po rozpoczęciu produkcji seryjnej samolotu Bloch MB.151C1 w wytwórni trwały dalsze prace konstrukcyjne, które doprowadziły do budowy następnego prototypu oznaczonego jako Bloch MB.152. Różnił się od swojego poprzednika głównie mocniejszym silnikiem Gnôme-Rhône GR N21 o mocy 1030 KM (757 kW) i znacznie silniejszym uzbrojeniem. Prototyp ten został oblatany w grudniu 1938 roku, zaś testy w CEMA zakończył w marcu 1939 i skierowany do produkcji seryjnej w miejsce samolotu Bloch MB.151 oznaczonych jako Bloch MB.152C1. Jednak z powodu opóźnień w produkcji pierwszą jednostkę GC I/1 zaczęto przezbrajać w lipcu 1939. Łącznie do końca wojny wyprodukowano 525 samolotów tego typu.
Wyprodukowano jeszcze jeden prototyp oznaczony jako Bloch MB.153, który różnił się od swojego poprzednika jedynie zastosowaniem amerykańskiego silnika Pratt & Whitney R-1830-SC3-G Twin Wasp o mocy 1065 KM (783 kW). Wyprodukowano jedynie egzemplarz prototypowy.

## Użycie w lotnictwie
Samoloty myśliwskie Bloch MB.151C1 i MB.152C1 systematycznie były wprowadzane do dywizjonów myśliwskich lotnictwa francuskiego. W MB.152C1 jako pierwszą jednostkę, w lipcu 1939, zaczęto przezbrajać GC I/1, jednak nie dostarczono do nich celowników i 3 września 1939 wystawiła ona grupę bojową na D.510. W chwili rozpoczęcia ataku niemieckiego na Francję 10 maja 1940 roku w lotnictwie francuskim znajdowało się 37 samolotów MB.151C1 i 93 MB.152C1 w dywizjonach myśliwskich GC I/1, II/1, I/8, II/8, II/9, III/9, II/10, III/10. Łącznie do dnia 19 czerwca 1940 roku piloci dywizjonów myśliwskich latający na tego typu samolotach zestrzelili 146 samolotów niemieckich na pewno i 34 prawdopodobnie, tracąc 47 zabitych i 46 rannych pilotów, 3 pilotów dostało się do niewoli.
Po klęsce Francji samoloty te używane były nadal w lotnictwie rządu Vichy.

## Użycie w lotnictwie polskim
Piloci Polskich Sił Powietrznych we Francji latali na samolotach Bloch MB.151C1 i MB.152C1 we Francji. Trudno jest określić, ilu tych samolotów używali Polacy. W polskim dywizjonie myśliwskim 1/145 znajdowało się 5 samolotów Bloch MB.152C1. Samolotów tych używali będący na przeszkoleniu w dywizjonach francuskich polscy piloci i tak kpt. pil. Antoni Wczelik i sierż. pil. Antoni Markiewicz zestrzelili, lecąc na samolotach MB.152C1, niemiecki bombowiec Heinkel He 111. Po jednym zestrzeleniu zanotowali także piloci klucza mjr pil. Edwarda Więckowskiego z dywizjonu III/9, piloci klucza por. pil. Zdzisława Henneberga – broniącego ośrodka przemysłowego w Chateauroux oraz piloci klucza kpt. pil. Zdzisława Krasnodębskiego. Łącznie na samolotach MB.151C1 latało 16 polskich pilotów, a na MB.152C1 – 58.

## Opis konstrukcji
Samolot Bloch MB.152C1 był jednomiejscowym samolotem myśliwskim w układzie wolnonośnego dolnopłata o konstrukcji całkowicie metalowej, półskorupowej, z zakrytą kabiną. Miał podwozie klasyczne, chowane w locie. Napęd stanowił silnik gwiazdowy tłokowy.